# Na noże (serial telewizyjny)
Na noże – polski serial obyczajowy w reżyserii Łukasza Jaworskiego i Julii Kolberger, emitowany na antenie TVN od 4 września do 27 listopada 2016.

## Fabuła
33-letni kucharz Jacek Majchrzak (Wojciech Zieliński) jest rozczarowany postawą swojego dotychczasowego pracodawcy i później postanawia założyć własny biznes. Z grupą przyjaciół, których poznał we wcześniejszej pracy w kuchni, zakłada własną restaurację „Bistro u Antoniego”. Partnerami w biznesie Jacka są sous chef Zuza (Joanna Jarmołowicz) i cukiernik Patryk (Piotr Głowacki). Była szefowa Jacka, która była także jego partnerką, Wiola (Weronika Książkiewicz), zarządza nową restauracją, która bezpośrednio rywalizuje z „Bistro u Atoniego”. Szefem jej kuchni jest wymagający Darek Zimoląg/Dario Boretti (Piotr Stramowski).

## Obsada
| Aktor                 | Rola                          |
| --------------------- | ----------------------------- |
| Wojciech Zieliński    | Jacek Majchrzak               |
| Weronika Książkiewicz | Wioletta Foryga               |
| Joanna Jarmołowicz    | Zuzanna Gładysz               |
| Piotr Stramowski      | Dariusz Zimoląg/Dario Boretti |
| Piotr Głowacki        | Patryk Nowak                  |
| Witold Dębicki        | Antoni Majchrzak, mąż Janiny  |
| Jan Frycz             | profesor Marian Majchrzak     |
| Lidia Sadowa          | Edyta Majchrzak-Nowacka       |
| Dominika Kluźniak     | Magda Nowak, żona Patryka     |
| Magdalena Kajrowicz   | Kasia                         |
| Zbigniew Buczkowski   | Leszek Sosnowski              |
| Marzena Trybała       | Beata Majchrzak               |

## Spis serii
| Seria | Seria | Sezon       | Odcinki   | Premiera serii  | Finał serii       | Pora emisji      | Średnia oglądalność |
| ----- | ----- | ----------- | --------- | --------------- | ----------------- | ---------------- | ------------------- |
|       | 1.    | jesień 2016 | 1–13 (13) | 4 września 2016 | 27 listopada 2016 | niedziela, 21.30 | 1 405 577           |

## Produkcja
Zdjęcia do serialu odbywały się w Warszawie i okolicach w okresie od 21 maja do połowy września 2016.
W październiku 2016 poinformowano o planach produkcji drugiego sezonu, który premierowo miał ukazać się jesienią 2017 roku.
Pomimo wcześniejszych planów kontynuacji, w lutym 2017 stacja TVN zadecydowała o zakończeniu produkcji serialu po pierwszej serii liczącej 13 odcinków.

## Odbiór
Pierwsze trzy odcinki obejrzało średnio 1,49 mln widzów, zaś średnia oglądalność całego sezonu na antenie stacji TVN wyniosła średnio 1,4 mln oglądających.